# 2012年のアメリカンリーグチャンピオンシップシリーズ
2012年の野球において、メジャーリーグベースボール（MLB）のポストシーズンは10月5日に開幕した。アメリカンリーグの第43回リーグチャンピオンシップシリーズ（英語: 43rd American League Championship Series、以下「リーグ優勝決定戦」と表記）は、13日から18日にかけて計4試合が開催された。その結果、デトロイト・タイガース（中地区）がニューヨーク・ヤンキース（東地区）を4勝0敗で下し、6年ぶり11回目のリーグ優勝およびワールドシリーズ進出を果たした。
両球団がポストシーズンで対戦するのは、前年の地区シリーズに次いで2年連続3度目。今シリーズはタイガースが初戦からの4連勝、いわゆる "スウィープ" でヤンキースを退けた。しかも、初戦の6回表に先制してからは、相手に得点を先行される場面が一度もなかった。リーグ優勝決定戦で相手に一度もリードさせないままのスウィープ達成は、シリーズが7戦4勝制になった1985年以降では初めてである。また、ポストシーズンの7戦4勝制シリーズにおいてヤンキースが一度もリードを奪えぬままスウィープを喫するのは、1963年のワールドシリーズでロサンゼルス・ドジャースに敗れて以来49年ぶりのことだった。シリーズMVPには、第1戦の延長12回表に勝ち越し・決勝の適時二塁打を放つなど、4試合で打率.353・2本塁打・6打点・OPS 1.186という成績を残したタイガースのデルモン・ヤングが選出された。しかしタイガースは、ワールドシリーズではナショナルリーグ王者サンフランシスコ・ジャイアンツに0勝4敗で敗れ、28年ぶり5度目の優勝を逃した。

## 両チームの2012年
10月11日にまずタイガース（中地区優勝）が、そして12日にはヤンキース（東地区優勝）が、それぞれ地区シリーズ突破を決めてリーグ優勝決定戦へ駒を進めた。
タイガースは2011年、95勝67敗で地区を制し5年ぶりにポストシーズンへ進んだが、リーグ優勝決定戦で敗退した。年明けの1月に指名打者ビクター・マルティネスが左膝前十字靭帯断裂の重傷を負ったため打線の補強が急務となり、FAの一塁手プリンス・フィルダーを獲得、守備力の低下には目をつぶってミゲル・カブレラを一塁から三塁へコンバートした。こうして迎えた2012年、チームは開幕4連勝スタートを切ったが、それ以降は調子が上がらず7月上旬まで負け越しの状態が続いた。前半戦終了時は44勝42敗で、地区首位シカゴ・ホワイトソックスとは3.5ゲーム差の地区3位だった。巻き返しを図り7月23日にはトレードで先発右腕アニバル・サンチェスと二塁手オマー・インファンテを獲得したが、後半戦もなかなか首位に立てず、一時は監督ジム・リーランドの解任も取り沙汰された。ただ9月以降ホワイトソックスが13勝18敗と失速したこともあり、同月25日に首位へ浮上すると、その6日後には地区優勝を決めた。平均得点4.48はリーグ6位、防御率3.75はリーグ3位。打線ではカブレラが三冠王となり、フィルダーとふたりで74本塁打・247打点を挙げる強力な中軸を形成した。また先発投手陣も防御率リーグ2位と好投したが、その一方で救援投手陣は防御率リーグ10位に低迷し、打線にも極端に攻撃力の低いポジションがあるなど、チームとしてのバランスに欠ける面はあった。地区シリーズではオークランド・アスレチックスを3勝2敗で下した。
ヤンキースは2011年、97勝65敗で地区を制するも地区シリーズでタイガースに敗れた。オフには先発投手陣強化のため、不振のA.J.バーネットを放出する一方で、新たにマイケル・ピネダや黒田博樹を加えた。2012年は6月中旬に地区首位へ浮上すると、その後は下位球団との差を徐々に広げ、前半戦終了時には52勝33敗で2位ボルチモア・オリオールズに7.0ゲーム差をつけた。ピネダや抑え投手マリアノ・リベラ、外野手ブレット・ガードナーらが相次いで故障で長期欠場に追い込まれたが、リベラの穴をラファエル・ソリアーノが埋めるなど、厚い選手層を武器に勝利を重ねた。7月18日にはゲーム差がこの年最大の10.0まで開く。しかしそこから勢いが衰え、翌日から9月11日までの50試合を22勝28敗と負け越し、残り21試合でオリオールズに追いつかれた。独走状態から一転して緊迫の優勝争いとなったが、ここで怪我から復帰した先発投手CC・サバシアや途中加入の外野手イチローらがチームの原動力となった。その結果、負ければ2位転落という試合に勝利し続けて首位を維持したまま、10月3日のレギュラーシーズン最終日に地区優勝を手にした。平均得点4.96はリーグ2位、防御率3.85はリーグ5位。前述のようにリベラやガードナー、サバシアら主力選手が故障離脱する困難な状況下、野手では二遊間コンビのロビンソン・カノとデレク・ジーター、投手では黒田やソリアーノがチームを支えた。地区シリーズではオリオールズを3勝2敗で下した。
リーグ優勝決定戦の第1・2・6・7戦を本拠地で開催できる "ホームフィールド・アドバンテージ" は、地区優勝球団どうしが対戦する場合はレギュラーシーズンの勝率がより高いほうの球団に、地区優勝球団とワイルドカード球団が対戦する場合は地区優勝球団に与えられる。したがって今シリーズでは、ヤンキースがアドバンテージを得る。この年のレギュラーシーズンでは両球団は10試合対戦し、ヤンキースが6勝4敗と勝ち越していた。

## ロースター
両チームの出場選手登録（ロースター）は以下の通り。
- 名前の横の★はこの年のオールスターゲームに選出された選手を、＃はレギュラーシーズン開幕後に入団した選手を示す。
- 年齢は今シリーズ開幕時点でのもの。

| デトロイト・タイガース | デトロイト・タイガース | デトロイト・タイガース | デトロイト・タイガース      | デトロイト・タイガース | デトロイト・タイガース | デトロイト・タイガース | ニューヨーク・ヤンキース | ニューヨーク・ヤンキース | ニューヨーク・ヤンキース | ニューヨーク・ヤンキース    | ニューヨーク・ヤンキース | ニューヨーク・ヤンキース | ニューヨーク・ヤンキース |
| 守備位置               | 背番号                 | 出身                   | 選手                        | 投                     | 打                     | 年齢                   | 守備位置                 | 背番号                   | 出身                     | 選手                        | 投                       | 打                       | 年齢                     |
| ---------------------- | ---------------------- | ---------------------- | --------------------------- | ---------------------- | ---------------------- | ---------------------- | ------------------------ | ------------------------ | ------------------------ | --------------------------- | ------------------------ | ------------------------ | ------------------------ |
| 投手                   | 62                     | ドミニカ共和国の旗     | アル・アルバカーキ          | 右                     | 右                     | 26                     | 投手                     | 62                       | アメリカ合衆国の旗       | ジョバ・チェンバレン        | 右                       | 右                       | 27                       |
| 投手                   | 53                     | ドミニカ共和国の旗     | ホアキン・ベノワ            | 右                     | 右                     | 35                     | 投手                     | 38                       | アメリカ合衆国の旗       | コディ・エプリー            | 右                       | 右                       | 27                       |
| 投手                   | 40                     | アメリカ合衆国の旗     | フィル・コーク              | 左                     | 左                     | 30                     | 投手                     | 65                       | アメリカ合衆国の旗       | フィル・ヒューズ            | 右                       | 右                       | 26                       |
| 投手                   | 20                     | ドミニカ共和国の旗     | オクタビオ・ドーテル        | 右                     | 右                     | 38                     | 投手                     | 18                       | 日本の旗                 | 黒田博樹                    | 右                       | 右                       | 37                       |
| 投手                   | 58                     | アメリカ合衆国の旗     | ダグ・フィスター            | 右                     | 左                     | 28                     | 投手                     | 48                       | アメリカ合衆国の旗       | ブーン・ローガン            | 左                       | 右                       | 28                       |
| 投手                   | 48                     | アメリカ合衆国の旗     | リック・ポーセロ            | 右                     | 右                     | 23                     | 投手                     | 34                       | アメリカ合衆国の旗       | デレク・ロウ＃              | 右                       | 右                       | 39                       |
| 投手                   | 19                     | ベネズエラの旗         | アニバル・サンチェス＃      | 右                     | 右                     | 28                     | 投手                     | 46                       | アメリカ合衆国の旗       | アンディ・ペティット        | 左                       | 左                       | 40                       |
| 投手                   | 37                     | アメリカ合衆国の旗     | マックス・シャーザー        | 右                     | 右                     | 28                     | 投手                     | 41                       | アメリカ合衆国の旗       | デビッド・フェルプス        | 右                       | 右                       | 26                       |
| 投手                   | 33                     | アメリカ合衆国の旗     | ドリュー・スマイリー        | 左                     | 左                     | 23                     | 投手                     | 39                       | アメリカ合衆国の旗       | クレイ・ラパダ              | 左                       | 右                       | 31                       |
| 投手                   | 46                     | ドミニカ共和国の旗     | ホセ・バルベルデ            | 右                     | 右                     | 34                     | 投手                     | 30                       | アメリカ合衆国の旗       | デビッド・ロバートソン      | 右                       | 右                       | 27                       |
| 投手                   | 35                     | アメリカ合衆国の旗     | ジャスティン・バーランダー★ | 右                     | 右                     | 29                     | 投手                     | 52                       | アメリカ合衆国の旗       | CC・サバシア★               | 左                       | 左                       | 32                       |
| 捕手                   | 13                     | アメリカ合衆国の旗     | アレックス・アビラ          | 右                     | 左                     | 25                     | 投手                     | 29                       | ドミニカ共和国の旗       | ラファエル・ソリアーノ      | 右                       | 右                       | 32                       |
| 捕手                   | 9                      | アメリカ合衆国の旗     | ジェラルド・レアード        | 右                     | 右                     | 32                     | 捕手                     | 55                       | カナダの旗               | ラッセル・マーティン        | 右                       | 右                       | 29                       |
| 内野手                 | 24                     | ベネズエラの旗         | ミゲル・カブレラ★           | 右                     | 右                     | 29                     | 捕手                     | 19                       | アメリカ合衆国の旗       | クリス・スチュワート        | 右                       | 右                       | 30                       |
| 内野手                 | 28                     | アメリカ合衆国の旗     | プリンス・フィルダー★       | 右                     | 左                     | 28                     | 内野手                   | 24                       | ドミニカ共和国の旗       | ロビンソン・カノ★           | 右                       | 左                       | 29                       |
| 内野手                 | 4                      | ベネズエラの旗         | オマー・インファンテ＃      | 右                     | 右                     | 30                     | 内野手                   | 12                       | アメリカ合衆国の旗       | エリック・チャベス          | 右                       | 左                       | 34                       |
| 内野手                 | 27                     | ドミニカ共和国の旗     | ジョニー・ペラルタ          | 右                     | 右                     | 30                     | 内野手                   | 2                        | アメリカ合衆国の旗       | デレク・ジーター★[※]        | 右                       | 右                       | 38                       |
| 内野手                 | 39                     | ドミニカ共和国の旗     | ラモン・サンティアゴ        | 右                     | 両                     | 33                     | 内野手                   | 17                       | アメリカ合衆国の旗       | ジェイソン・ニックス        | 右                       | 右                       | 30                       |
| 内野手                 | 29                     | アメリカ合衆国の旗     | ダニー・ワース              | 右                     | 右                     | 27                     | 内野手                   | 26                       | ドミニカ共和国の旗       | エドゥアルド・ヌニェス[※]   | 右                       | 右                       | 25                       |
| 外野手                 | 52                     | アメリカ合衆国の旗     | クインティン・ベリー        | 左                     | 左                     | 27                     | 内野手                   | 13                       | アメリカ合衆国の旗       | アレックス・ロドリゲス      | 右                       | 右                       | 37                       |
| 外野手                 | 12                     | アメリカ合衆国の旗     | アンディ・ダークス          | 左                     | 左                     | 26                     | 内野手                   | 25                       | アメリカ合衆国の旗       | マーク・テシェイラ          | 右                       | 両                       | 32                       |
| 外野手                 | 34                     | ベネズエラの旗         | アビサイル・ガルシア        | 右                     | 右                     | 21                     | 外野手                   | 11                       | アメリカ合衆国の旗       | ブレット・ガードナー        | 左                       | 左                       | 29                       |
| 外野手                 | 14                     | アメリカ合衆国の旗     | オースティン・ジャクソン    | 右                     | 右                     | 25                     | 外野手                   | 14                       | アメリカ合衆国の旗       | カーティス・グランダーソン★ | 右                       | 左                       | 31                       |
| 外野手                 | 32                     | アメリカ合衆国の旗     | ドン・ケリー                | 右                     | 左                     | 32                     | 外野手                   | 27                       | アメリカ合衆国の旗       | ラウル・イバニェス          | 右                       | 左                       | 40                       |
| 外野手                 | 21                     | アメリカ合衆国の旗     | デルモン・ヤング            | 右                     | 右                     | 27                     | 外野手                   | 31                       | 日本の旗                 | イチロー＃                  | 右                       | 左                       | 38                       |
|                        |                        |                        |                             |                        |                        |                        | 外野手                   | 33                       | アメリカ合衆国の旗       | ニック・スウィッシャー      | 左                       | 両                       | 31                       |

※  第1戦終了後にジーターが故障のためロースターを外れ、第2戦からはヌニェスが代わりに登録された。
地区シリーズのロースターからは、タイガースは変更はない。これに対しヤンキースは、内野手のエドゥアルド・ヌニェスに代えて救援投手のコディ・エプリーを登録した。ヌニェスは地区シリーズでは3試合に出場し、5打数1安打だった。タイガースは投手陣に右投手を多く擁するため、左投手との対戦を得意とするヌニェスにとっては強みが発揮できない可能性があった。投手をひとり増やしたのは、黒田博樹が地区シリーズ第3戦から中3日で今シリーズ第2戦に先発登板することとなるなど、日程の都合により投手陣への負担が大きくなり、対策として層を厚くする必要があったためである。

## 試合結果
2012年のアメリカンリーグ優勝決定戦は10月13日に開幕し、途中に移動日と雨天順延を挟んで6日間で4試合が行われた。日程・結果は以下の通り。
| 日付                                                   | 試合  | ビジター球団（先攻）     | スコア   | ホーム球団（後攻）       | 開催球場             | 開催球場                                |
| ------------------------------------------------------ | ----- | ------------------------ | -------- | ------------------------ | -------------------- | --------------------------------------- |
| 10月13日（土）                                         | 第1戦 | デトロイト・タイガース   | 6－4     | ニューヨーク・ヤンキース | ヤンキー・スタジアム | ヤンキー・ · スタジアムコメリカ・パーク |
| 10月14日（日）                                         | 第2戦 | デトロイト・タイガース   | 3－0     | ニューヨーク・ヤンキース | ヤンキー・スタジアム | ヤンキー・ · スタジアムコメリカ・パーク |
| 10月15日（月）                                         |       | 移動日                   | 移動日   | 移動日                   |                      | ヤンキー・ · スタジアムコメリカ・パーク |
| 10月16日（火）                                         | 第3戦 | ニューヨーク・ヤンキース | 1－2     | デトロイト・タイガース   | コメリカ・パーク     | ヤンキー・ · スタジアムコメリカ・パーク |
| 10月17日（水）                                         | 第4戦 | 雨天順延                 | 雨天順延 | 雨天順延                 | コメリカ・パーク     | ヤンキー・ · スタジアムコメリカ・パーク |
| 10月18日（木）                                         | 第4戦 | ニューヨーク・ヤンキース | 1－8     | デトロイト・タイガース   | コメリカ・パーク     | ヤンキー・ · スタジアムコメリカ・パーク |
| 優勝：デトロイト・タイガース（4勝0敗 / 6年ぶり11度目） |       |                          |          |                          |                      | ヤンキー・ · スタジアムコメリカ・パーク |

### 第1戦 10月13日
- ヤンキー・スタジアム（ニューヨーク州ニューヨーク市ブロンクス区）

|                          | 1 | 2 | 3 | 4 | 5 | 6 | 7 | 8 | 9 | 10 | 11 | 12 | R | H  | E |
| ------------------------ | - | - | - | - | - | - | - | - | - | -- | -- | -- | - | -- | - |
| デトロイト・タイガース   | 0 | 0 | 0 | 0 | 0 | 2 | 0 | 2 | 0 | 0  | 0  | 2  | 6 | 15 | 1 |
| ニューヨーク・ヤンキース | 0 | 0 | 0 | 0 | 0 | 0 | 0 | 0 | 4 | 0  | 0  | 0  | 4 | 11 | 0 |

1. 勝利：ドリュー・スマイリー（1勝）
2. 敗戦：デビッド・フェルプス（1敗）
3. 本塁打
DET：デルモン・ヤング1号2ラン
NYY：イチロー1号2ラン、ラウル・イバニェス1号2ラン
4. 審判
［球審］ジェフ・ケロッグ
［塁審］一塁: ロブ・ドレイク、二塁: サム・ホルブルック、三塁: ジェフ・ネルソン
［外審］左翼: ゲイリー・シダーストロム、右翼: マイク・ウィンタース
5. 試合開始時刻: 東部夏時間（UTC-4）午後8時8分  試合時間: 4時間54分  観客: 4万7122人  気温: 49°F（9.4°C）
詳細: MLB.com Gameday / ESPN.com / Baseball-Reference.com / Fangraphs

| デトロイト・タイガース | デトロイト・タイガース | デトロイト・タイガース | デトロイト・タイガース | デトロイト・タイガース                                                                                                 | ニューヨーク・ヤンキース | ニューヨーク・ヤンキース | ニューヨーク・ヤンキース | ニューヨーク・ヤンキース | ニューヨーク・ヤンキース |
| ---------------------- | ---------------------- | ---------------------- | ---------------------- | --- | ------------------------ | ------------------------ | ------------------------ | ------------------------ | --- |
| 打順                   | 守備                   | 選手                   | 打席                   | D・フィスターG・レアードP・フィルダーO・インファンテM・カブレラJ・ペラルタA・ダークスA・ジャクソンA・ガルシアD・ヤング | 打順                     | 守備                     | 選手                     | 打席                     | A・ペティットR・マーティンM・テシェイラR・カノA・ロドリゲスD・ジーターイチローC・グランダーソンN・スウィッ · シャーR・イバニェス |
| 1                      | 中                     | A・ジャクソン          | 右                     | D・フィスターG・レアードP・フィルダーO・インファンテM・カブレラJ・ペラルタA・ダークスA・ジャクソンA・ガルシアD・ヤング | 1                        | 遊                       | D・ジーター              | 右                       | A・ペティットR・マーティンM・テシェイラR・カノA・ロドリゲスD・ジーターイチローC・グランダーソンN・スウィッ · シャーR・イバニェス |
| 2                      | 二                     | O・インファンテ        | 右                     | D・フィスターG・レアードP・フィルダーO・インファンテM・カブレラJ・ペラルタA・ダークスA・ジャクソンA・ガルシアD・ヤング | 2                        | 左                       | イチロー                 | 左                       | A・ペティットR・マーティンM・テシェイラR・カノA・ロドリゲスD・ジーターイチローC・グランダーソンN・スウィッ · シャーR・イバニェス |
| 3                      | 三                     | M・カブレラ            | 右                     | D・フィスターG・レアードP・フィルダーO・インファンテM・カブレラJ・ペラルタA・ダークスA・ジャクソンA・ガルシアD・ヤング | 3                        | 二                       | R・カノ                  | 左                       | A・ペティットR・マーティンM・テシェイラR・カノA・ロドリゲスD・ジーターイチローC・グランダーソンN・スウィッ · シャーR・イバニェス |
| 4                      | 一                     | P・フィルダー          | 左                     | D・フィスターG・レアードP・フィルダーO・インファンテM・カブレラJ・ペラルタA・ダークスA・ジャクソンA・ガルシアD・ヤング | 4                        | 一                       | M・テシェイラ            | 両                       | A・ペティットR・マーティンM・テシェイラR・カノA・ロドリゲスD・ジーターイチローC・グランダーソンN・スウィッ · シャーR・イバニェス |
| 5                      | DH                     | D・ヤング              | 右                     | D・フィスターG・レアードP・フィルダーO・インファンテM・カブレラJ・ペラルタA・ダークスA・ジャクソンA・ガルシアD・ヤング | 5                        | DH                       | R・イバニェス            | 左                       | A・ペティットR・マーティンM・テシェイラR・カノA・ロドリゲスD・ジーターイチローC・グランダーソンN・スウィッ · シャーR・イバニェス |
| 6                      | 遊                     | J・ペラルタ            | 右                     | D・フィスターG・レアードP・フィルダーO・インファンテM・カブレラJ・ペラルタA・ダークスA・ジャクソンA・ガルシアD・ヤング | 6                        | 三                       | A・ロドリゲス            | 右                       | A・ペティットR・マーティンM・テシェイラR・カノA・ロドリゲスD・ジーターイチローC・グランダーソンN・スウィッ · シャーR・イバニェス |
| 7                      | 左                     | A・ダークス            | 左                     | D・フィスターG・レアードP・フィルダーO・インファンテM・カブレラJ・ペラルタA・ダークスA・ジャクソンA・ガルシアD・ヤング | 7                        | 右                       | N・スウィッシャー        | 両                       | A・ペティットR・マーティンM・テシェイラR・カノA・ロドリゲスD・ジーターイチローC・グランダーソンN・スウィッ · シャーR・イバニェス |
| 8                      | 右                     | A・ガルシア            | 右                     | D・フィスターG・レアードP・フィルダーO・インファンテM・カブレラJ・ペラルタA・ダークスA・ジャクソンA・ガルシアD・ヤング | 8                        | 中                       | C・グランダーソン        | 左                       | A・ペティットR・マーティンM・テシェイラR・カノA・ロドリゲスD・ジーターイチローC・グランダーソンN・スウィッ · シャーR・イバニェス |
| 9                      | 捕                     | G・レアード            | 右                     | D・フィスターG・レアードP・フィルダーO・インファンテM・カブレラJ・ペラルタA・ダークスA・ジャクソンA・ガルシアD・ヤング | 9                        | 捕                       | R・マーティン            | 右                       | A・ペティットR・マーティンM・テシェイラR・カノA・ロドリゲスD・ジーターイチローC・グランダーソンN・スウィッ · シャーR・イバニェス |
| 先発投手               | 先発投手               | 先発投手               | 投球                   | D・フィスターG・レアードP・フィルダーO・インファンテM・カブレラJ・ペラルタA・ダークスA・ジャクソンA・ガルシアD・ヤング | 先発投手                 | 先発投手                 | 先発投手                 | 投球                     | A・ペティットR・マーティンM・テシェイラR・カノA・ロドリゲスD・ジーターイチローC・グランダーソンN・スウィッ · シャーR・イバニェス |
| D・フィスター          | D・フィスター          | D・フィスター          | 右                     | D・フィスターG・レアードP・フィルダーO・インファンテM・カブレラJ・ペラルタA・ダークスA・ジャクソンA・ガルシアD・ヤング | A・ペティット            | A・ペティット            | A・ペティット            | 左                       | A・ペティットR・マーティンM・テシェイラR・カノA・ロドリゲスD・ジーターイチローC・グランダーソンN・スウィッ · シャーR・イバニェス |

### 第2戦 10月14日
- ヤンキー・スタジアム（ニューヨーク州ニューヨーク市ブロンクス区）

|                          | 1 | 2 | 3 | 4 | 5 | 6 | 7 | 8 | 9 | R | H | E |
| ------------------------ | - | - | - | - | - | - | - | - | - | - | - | - |
| デトロイト・タイガース   | 0 | 0 | 0 | 0 | 0 | 0 | 1 | 2 | 0 | 3 | 8 | 1 |
| ニューヨーク・ヤンキース | 0 | 0 | 0 | 0 | 0 | 0 | 0 | 0 | 0 | 0 | 4 | 0 |

1. 勝利：アニバル・サンチェス（1勝）
2. セーブ：フィル・コーク（1S）
3. 敗戦：黒田博樹（1敗）
4. 審判
［球審］ロブ・ドレイク
［塁審］一塁: サム・ホルブルック、二塁: ジェフ・ネルソン、三塁: ゲイリー・シダーストロム
［外審］左翼: マイク・ウィンタース、右翼: ジェフ・ケロッグ
5. 試合開始時刻: 東部夏時間（UTC-4）午後4時8分  試合時間: 3時間18分  観客: 4万7082人  気温: 72°F（22.2°C）
詳細: MLB.com Gameday / ESPN.com / Baseball-Reference.com / Fangraphs

| デトロイト・タイガース | デトロイト・タイガース | デトロイト・タイガース | デトロイト・タイガース | デトロイト・タイガース                                                                                             | ニューヨーク・ヤンキース | ニューヨーク・ヤンキース | ニューヨーク・ヤンキース | ニューヨーク・ヤンキース | ニューヨーク・ヤンキース |
| ---------------------- | ---------------------- | ---------------------- | ---------------------- | --- | ------------------------ | ------------------------ | ------------------------ | ------------------------ | --- |
| 打順                   | 守備                   | 選手                   | 打席                   | A・サンチェスA・アビラP・フィルダーO・インファンテM・カブレラJ・ペラルタQ・ベリーA・ジャクソンA・ダークスD・ヤング | 打順                     | 守備                     | 選手                     | 打席                     | 黒田博樹R・マーティンM・テシェイラR・カノA・ロドリゲスJ・ニックスイチローC・グランダーソンN・スウィッ · シャーR・イバニェス |
| 1                      | 中                     | A・ジャクソン          | 右                     | A・サンチェスA・アビラP・フィルダーO・インファンテM・カブレラJ・ペラルタQ・ベリーA・ジャクソンA・ダークスD・ヤング | 1                        | 左                       | イチロー                 | 左                       | 黒田博樹R・マーティンM・テシェイラR・カノA・ロドリゲスJ・ニックスイチローC・グランダーソンN・スウィッ · シャーR・イバニェス |
| 2                      | 左                     | Q・ベリー              | 左                     | A・サンチェスA・アビラP・フィルダーO・インファンテM・カブレラJ・ペラルタQ・ベリーA・ジャクソンA・ダークスD・ヤング | 2                        | 二                       | R・カノ                  | 左                       | 黒田博樹R・マーティンM・テシェイラR・カノA・ロドリゲスJ・ニックスイチローC・グランダーソンN・スウィッ · シャーR・イバニェス |
| 3                      | 三                     | M・カブレラ            | 右                     | A・サンチェスA・アビラP・フィルダーO・インファンテM・カブレラJ・ペラルタQ・ベリーA・ジャクソンA・ダークスD・ヤング | 3                        | 一                       | M・テシェイラ            | 両                       | 黒田博樹R・マーティンM・テシェイラR・カノA・ロドリゲスJ・ニックスイチローC・グランダーソンN・スウィッ · シャーR・イバニェス |
| 4                      | 一                     | P・フィルダー          | 左                     | A・サンチェスA・アビラP・フィルダーO・インファンテM・カブレラJ・ペラルタQ・ベリーA・ジャクソンA・ダークスD・ヤング | 4                        | DH                       | R・イバニェス            | 左                       | 黒田博樹R・マーティンM・テシェイラR・カノA・ロドリゲスJ・ニックスイチローC・グランダーソンN・スウィッ · シャーR・イバニェス |
| 5                      | DH                     | D・ヤング              | 右                     | A・サンチェスA・アビラP・フィルダーO・インファンテM・カブレラJ・ペラルタQ・ベリーA・ジャクソンA・ダークスD・ヤング | 5                        | 捕                       | R・マーティン            | 右                       | 黒田博樹R・マーティンM・テシェイラR・カノA・ロドリゲスJ・ニックスイチローC・グランダーソンN・スウィッ · シャーR・イバニェス |
| 6                      | 右                     | A・ダークス            | 左                     | A・サンチェスA・アビラP・フィルダーO・インファンテM・カブレラJ・ペラルタQ・ベリーA・ジャクソンA・ダークスD・ヤング | 6                        | 三                       | A・ロドリゲス            | 右                       | 黒田博樹R・マーティンM・テシェイラR・カノA・ロドリゲスJ・ニックスイチローC・グランダーソンN・スウィッ · シャーR・イバニェス |
| 7                      | 遊                     | J・ペラルタ            | 右                     | A・サンチェスA・アビラP・フィルダーO・インファンテM・カブレラJ・ペラルタQ・ベリーA・ジャクソンA・ダークスD・ヤング | 7                        | 中                       | C・グランダーソン        | 左                       | 黒田博樹R・マーティンM・テシェイラR・カノA・ロドリゲスJ・ニックスイチローC・グランダーソンN・スウィッ · シャーR・イバニェス |
| 8                      | 捕                     | A・アビラ              | 左                     | A・サンチェスA・アビラP・フィルダーO・インファンテM・カブレラJ・ペラルタQ・ベリーA・ジャクソンA・ダークスD・ヤング | 8                        | 右                       | N・スウィッシャー        | 両                       | 黒田博樹R・マーティンM・テシェイラR・カノA・ロドリゲスJ・ニックスイチローC・グランダーソンN・スウィッ · シャーR・イバニェス |
| 9                      | 二                     | O・インファンテ        | 右                     | A・サンチェスA・アビラP・フィルダーO・インファンテM・カブレラJ・ペラルタQ・ベリーA・ジャクソンA・ダークスD・ヤング | 9                        | 遊                       | J・ニックス              | 右                       | 黒田博樹R・マーティンM・テシェイラR・カノA・ロドリゲスJ・ニックスイチローC・グランダーソンN・スウィッ · シャーR・イバニェス |
| 先発投手               | 先発投手               | 先発投手               | 投球                   | A・サンチェスA・アビラP・フィルダーO・インファンテM・カブレラJ・ペラルタQ・ベリーA・ジャクソンA・ダークスD・ヤング | 先発投手                 | 先発投手                 | 先発投手                 | 投球                     | 黒田博樹R・マーティンM・テシェイラR・カノA・ロドリゲスJ・ニックスイチローC・グランダーソンN・スウィッ · シャーR・イバニェス |
| A・サンチェス          | A・サンチェス          | A・サンチェス          | 右                     | A・サンチェスA・アビラP・フィルダーO・インファンテM・カブレラJ・ペラルタQ・ベリーA・ジャクソンA・ダークスD・ヤング | 黒田博樹                 | 黒田博樹                 | 黒田博樹                 | 右                       | 黒田博樹R・マーティンM・テシェイラR・カノA・ロドリゲスJ・ニックスイチローC・グランダーソンN・スウィッ · シャーR・イバニェス |

### 第3戦 10月16日
- コメリカ・パーク（ミシガン州デトロイト）

|                          | 1 | 2 | 3 | 4 | 5 | 6 | 7 | 8 | 9 | R | H | E |
| ------------------------ | - | - | - | - | - | - | - | - | - | - | - | - |
| ニューヨーク・ヤンキース | 0 | 0 | 0 | 0 | 0 | 0 | 0 | 0 | 1 | 1 | 5 | 1 |
| デトロイト・タイガース   | 0 | 0 | 0 | 1 | 1 | 0 | 0 | 0 | X | 2 | 7 | 0 |

1. 勝利：ジャスティン・バーランダー（1勝）
2. セーブ：フィル・コーク（2S）
3. 敗戦：フィル・ヒューズ（1敗）
4. 本塁打
NYY：エドゥアルド・ヌニェス1号ソロ
DET：デルモン・ヤング2号ソロ
5. 審判
［球審］サム・ホルブルック
［塁審］一塁: ジェフ・ネルソン、二塁: ゲイリー・シダーストロム、三塁: マイク・ウィンタース
［外審］左翼: ジェフ・ケロッグ、右翼: ロブ・ドレイク
6. 試合開始時刻: 東部夏時間（UTC-4）午後時分  試合時間: 3時間28分  観客: 4万2490人  気温: 53°F（11.7°C）
詳細: MLB.com Gameday / ESPN.com / Baseball-Reference.com / Fangraphs

| ニューヨーク・ヤンキース | ニューヨーク・ヤンキース | ニューヨーク・ヤンキース | ニューヨーク・ヤンキース | ニューヨーク・ヤンキース                                                                                              | デトロイト・タイガース | デトロイト・タイガース | デトロイト・タイガース | デトロイト・タイガース | デトロイト・タイガース                                                                                               |
| ------------------------ | ------------------------ | ------------------------ | ------------------------ | --- | ---------------------- | ---------------------- | ---------------------- | ---------------------- | --- |
| 打順                     | 守備                     | 選手                     | 打席                     | P・ヒューズR・マーティンM・テシェイラR・カノE・チャベスE・ヌニェスB・ガードナーC・グランダーソンイチローR・イバニェス | 打順                   | 守備                   | 選手                   | 打席                   | J・バーランダーA・アビラP・フィルダーO・インファンテM・カブレラJ・ペラルタQ・ベリーA・ジャクソンA・ダークスD・ヤング |
| 1                        | 左                       | B・ガードナー            | 左                       | P・ヒューズR・マーティンM・テシェイラR・カノE・チャベスE・ヌニェスB・ガードナーC・グランダーソンイチローR・イバニェス | 1                      | 中                     | A・ジャクソン          | 右                     | J・バーランダーA・アビラP・フィルダーO・インファンテM・カブレラJ・ペラルタQ・ベリーA・ジャクソンA・ダークスD・ヤング |
| 2                        | 右                       | イチロー                 | 左                       | P・ヒューズR・マーティンM・テシェイラR・カノE・チャベスE・ヌニェスB・ガードナーC・グランダーソンイチローR・イバニェス | 2                      | 左                     | Q・ベリー              | 左                     | J・バーランダーA・アビラP・フィルダーO・インファンテM・カブレラJ・ペラルタQ・ベリーA・ジャクソンA・ダークスD・ヤング |
| 3                        | 一                       | M・テシェイラ            | 両                       | P・ヒューズR・マーティンM・テシェイラR・カノE・チャベスE・ヌニェスB・ガードナーC・グランダーソンイチローR・イバニェス | 3                      | 三                     | M・カブレラ            | 右                     | J・バーランダーA・アビラP・フィルダーO・インファンテM・カブレラJ・ペラルタQ・ベリーA・ジャクソンA・ダークスD・ヤング |
| 4                        | 二                       | R・カノ                  | 左                       | P・ヒューズR・マーティンM・テシェイラR・カノE・チャベスE・ヌニェスB・ガードナーC・グランダーソンイチローR・イバニェス | 4                      | 一                     | P・フィルダー          | 左                     | J・バーランダーA・アビラP・フィルダーO・インファンテM・カブレラJ・ペラルタQ・ベリーA・ジャクソンA・ダークスD・ヤング |
| 5                        | DH                       | R・イバニェス            | 左                       | P・ヒューズR・マーティンM・テシェイラR・カノE・チャベスE・ヌニェスB・ガードナーC・グランダーソンイチローR・イバニェス | 5                      | DH                     | D・ヤング              | 右                     | J・バーランダーA・アビラP・フィルダーO・インファンテM・カブレラJ・ペラルタQ・ベリーA・ジャクソンA・ダークスD・ヤング |
| 6                        | 捕                       | R・マーティン            | 右                       | P・ヒューズR・マーティンM・テシェイラR・カノE・チャベスE・ヌニェスB・ガードナーC・グランダーソンイチローR・イバニェス | 6                      | 右                     | A・ダークス            | 左                     | J・バーランダーA・アビラP・フィルダーO・インファンテM・カブレラJ・ペラルタQ・ベリーA・ジャクソンA・ダークスD・ヤング |
| 7                        | 三                       | E・チャベス              | 左                       | P・ヒューズR・マーティンM・テシェイラR・カノE・チャベスE・ヌニェスB・ガードナーC・グランダーソンイチローR・イバニェス | 7                      | 遊                     | J・ペラルタ            | 右                     | J・バーランダーA・アビラP・フィルダーO・インファンテM・カブレラJ・ペラルタQ・ベリーA・ジャクソンA・ダークスD・ヤング |
| 8                        | 中                       | C・グランダーソン        | 左                       | P・ヒューズR・マーティンM・テシェイラR・カノE・チャベスE・ヌニェスB・ガードナーC・グランダーソンイチローR・イバニェス | 8                      | 捕                     | A・アビラ              | 左                     | J・バーランダーA・アビラP・フィルダーO・インファンテM・カブレラJ・ペラルタQ・ベリーA・ジャクソンA・ダークスD・ヤング |
| 9                        | 遊                       | E・ヌニェス              | 右                       | P・ヒューズR・マーティンM・テシェイラR・カノE・チャベスE・ヌニェスB・ガードナーC・グランダーソンイチローR・イバニェス | 9                      | 二                     | O・インファンテ        | 右                     | J・バーランダーA・アビラP・フィルダーO・インファンテM・カブレラJ・ペラルタQ・ベリーA・ジャクソンA・ダークスD・ヤング |
| 先発投手                 | 先発投手                 | 先発投手                 | 投球                     | P・ヒューズR・マーティンM・テシェイラR・カノE・チャベスE・ヌニェスB・ガードナーC・グランダーソンイチローR・イバニェス | 先発投手               | 先発投手               | 先発投手               | 投球                   | J・バーランダーA・アビラP・フィルダーO・インファンテM・カブレラJ・ペラルタQ・ベリーA・ジャクソンA・ダークスD・ヤング |
| P・ヒューズ              | P・ヒューズ              | P・ヒューズ              | 右                       | P・ヒューズR・マーティンM・テシェイラR・カノE・チャベスE・ヌニェスB・ガードナーC・グランダーソンイチローR・イバニェス | J・バーランダー        | J・バーランダー        | J・バーランダー        | 右                     | J・バーランダーA・アビラP・フィルダーO・インファンテM・カブレラJ・ペラルタQ・ベリーA・ジャクソンA・ダークスD・ヤング |

### 第4戦 10月18日
- コメリカ・パーク（ミシガン州デトロイト）

|                          | 1 | 2 | 3 | 4 | 5 | 6 | 7 | 8 | 9 | R | H  | E |
| ------------------------ | - | - | - | - | - | - | - | - | - | - | -- | - |
| ニューヨーク・ヤンキース | 0 | 0 | 0 | 0 | 0 | 1 | 0 | 0 | 0 | 1 | 2  | 2 |
| デトロイト・タイガース   | 1 | 0 | 1 | 4 | 0 | 0 | 1 | 1 | X | 8 | 16 | 1 |

1. 勝利：マックス・シャーザー（1勝）
2. 敗戦：CC・サバシア（1敗）
3. 本塁打
DET：ミゲル・カブレラ1号2ラン、ジョニー・ペラルタ1号2ラン・2号ソロ、オースティン・ジャクソン1号ソロ
4. 審判
［球審］ジェフ・ネルソン
［塁審］一塁: ゲイリー・シダーストロム、二塁: マイク・ウィンタース、三塁: ジェフ・ケロッグ
［外審］左翼: ロブ・ドレイク、右翼: サム・ホルブルック
5. 試合開始時刻: 東部夏時間（UTC-4）午後8時8分  試合時間: 3時間27分  観客: 4万2477人  気温: 59°F（15°C）
詳細: MLB.com Gameday / ESPN.com / Baseball-Reference.com / Fangraphs

| ニューヨーク・ヤンキース | ニューヨーク・ヤンキース | ニューヨーク・ヤンキース | ニューヨーク・ヤンキース | ニューヨーク・ヤンキース                                                                                                 | デトロイト・タイガース | デトロイト・タイガース | デトロイト・タイガース | デトロイト・タイガース | デトロイト・タイガース                                                                                                 |
| ------------------------ | ------------------------ | ------------------------ | ------------------------ | --- | ---------------------- | ---------------------- | ---------------------- | ---------------------- | --- |
| 打順                     | 守備                     | 選手                     | 打席                     | C・サバシアR・マーティンM・テシェイラR・カノE・チャベスE・ヌニェスイチローB・ガードナーN・スウィッ · シャーR・イバニェス | 打順                   | 守備                   | 選手                   | 打席                   | M・シャーザーG・レアードP・フィルダーO・インファンテM・カブレラJ・ペラルタA・ダークスA・ジャクソンA・ガルシアD・ヤング |
| 1                        | 左                       | イチロー                 | 左                       | C・サバシアR・マーティンM・テシェイラR・カノE・チャベスE・ヌニェスイチローB・ガードナーN・スウィッ · シャーR・イバニェス | 1                      | 中                     | A・ジャクソン          | 右                     | M・シャーザーG・レアードP・フィルダーO・インファンテM・カブレラJ・ペラルタA・ダークスA・ジャクソンA・ガルシアD・ヤング |
| 2                        | 右                       | N・スウィッシャー        | 両                       | C・サバシアR・マーティンM・テシェイラR・カノE・チャベスE・ヌニェスイチローB・ガードナーN・スウィッ · シャーR・イバニェス | 2                      | 二                     | O・インファンテ        | 右                     | M・シャーザーG・レアードP・フィルダーO・インファンテM・カブレラJ・ペラルタA・ダークスA・ジャクソンA・ガルシアD・ヤング |
| 3                        | 二                       | R・カノ                  | 左                       | C・サバシアR・マーティンM・テシェイラR・カノE・チャベスE・ヌニェスイチローB・ガードナーN・スウィッ · シャーR・イバニェス | 3                      | 三                     | M・カブレラ            | 右                     | M・シャーザーG・レアードP・フィルダーO・インファンテM・カブレラJ・ペラルタA・ダークスA・ジャクソンA・ガルシアD・ヤング |
| 4                        | 一                       | M・テシェイラ            | 両                       | C・サバシアR・マーティンM・テシェイラR・カノE・チャベスE・ヌニェスイチローB・ガードナーN・スウィッ · シャーR・イバニェス | 4                      | 一                     | P・フィルダー          | 左                     | M・シャーザーG・レアードP・フィルダーO・インファンテM・カブレラJ・ペラルタA・ダークスA・ジャクソンA・ガルシアD・ヤング |
| 5                        | DH                       | R・イバニェス            | 左                       | C・サバシアR・マーティンM・テシェイラR・カノE・チャベスE・ヌニェスイチローB・ガードナーN・スウィッ · シャーR・イバニェス | 5                      | DH                     | D・ヤング              | 右                     | M・シャーザーG・レアードP・フィルダーO・インファンテM・カブレラJ・ペラルタA・ダークスA・ジャクソンA・ガルシアD・ヤング |
| 6                        | 三                       | E・チャベス              | 左                       | C・サバシアR・マーティンM・テシェイラR・カノE・チャベスE・ヌニェスイチローB・ガードナーN・スウィッ · シャーR・イバニェス | 6                      | 遊                     | J・ペラルタ            | 右                     | M・シャーザーG・レアードP・フィルダーO・インファンテM・カブレラJ・ペラルタA・ダークスA・ジャクソンA・ガルシアD・ヤング |
| 7                        | 捕                       | R・マーティン            | 右                       | C・サバシアR・マーティンM・テシェイラR・カノE・チャベスE・ヌニェスイチローB・ガードナーN・スウィッ · シャーR・イバニェス | 7                      | 左                     | A・ダークス            | 左                     | M・シャーザーG・レアードP・フィルダーO・インファンテM・カブレラJ・ペラルタA・ダークスA・ジャクソンA・ガルシアD・ヤング |
| 8                        | 中                       | B・ガードナー            | 左                       | C・サバシアR・マーティンM・テシェイラR・カノE・チャベスE・ヌニェスイチローB・ガードナーN・スウィッ · シャーR・イバニェス | 8                      | 右                     | A・ガルシア            | 右                     | M・シャーザーG・レアードP・フィルダーO・インファンテM・カブレラJ・ペラルタA・ダークスA・ジャクソンA・ガルシアD・ヤング |
| 9                        | 遊                       | E・ヌニェス              | 右                       | C・サバシアR・マーティンM・テシェイラR・カノE・チャベスE・ヌニェスイチローB・ガードナーN・スウィッ · シャーR・イバニェス | 9                      | 捕                     | G・レアード            | 右                     | M・シャーザーG・レアードP・フィルダーO・インファンテM・カブレラJ・ペラルタA・ダークスA・ジャクソンA・ガルシアD・ヤング |
| 先発投手                 | 先発投手                 | 先発投手                 | 投球                     | C・サバシアR・マーティンM・テシェイラR・カノE・チャベスE・ヌニェスイチローB・ガードナーN・スウィッ · シャーR・イバニェス | 先発投手               | 先発投手               | 先発投手               | 投球                   | M・シャーザーG・レアードP・フィルダーO・インファンテM・カブレラJ・ペラルタA・ダークスA・ジャクソンA・ガルシアD・ヤング |
| C・サバシア              | C・サバシア              | C・サバシア              | 左                       | C・サバシアR・マーティンM・テシェイラR・カノE・チャベスE・ヌニェスイチローB・ガードナーN・スウィッ · シャーR・イバニェス | M・シャーザー          | M・シャーザー          | M・シャーザー          | 右                     | M・シャーザーG・レアードP・フィルダーO・インファンテM・カブレラJ・ペラルタA・ダークスA・ジャクソンA・ガルシアD・ヤング |

## 評価
『ハードボール・タイムズ』のクリス・ジャフは2012年10月、歴代のポストシーズン各シリーズのうち、優勝球団が初戦から全勝する "スウィープ" のシリーズを対象に「敗退球団がリードしたイニング数が10以上なら0ポイント、5以上10未満なら2ポイント、……全くなければ25ポイント」「1試合平均の得点差が2未満なら0ポイント、2以上2.5未満なら1ポイント、……3以上3.5未満なら5ポイント、以降は0.5点ごとに2ポイントずつ加算」などの条件を設定し、つまらなさを算出した。その結果、今シリーズは54ポイントを獲得し、同年の両リーグ優勝決定戦まで計67度のスウィープ中4位タイとなった。